# Siete Aguas
Siete Aguas è un comune spagnolo di 1 126 abitanti situato nella comunità autonoma Valenciana.